# Peinaleopolynoe goffrediae
Peinaleopolynoe goffrediae — вид багатощетинкових червів родини Polynoidae. Описаний у 2020 році.

## Назва
Вид названий на честь морського біолога Шани Гоффреді.

## Поширення
Глибоководний вид. Поширений на сході Тихого океану. Виявлений у підводному каньйоні Монтерей на глибині 2900 м.